# San Pietro in Ciel d’Oro

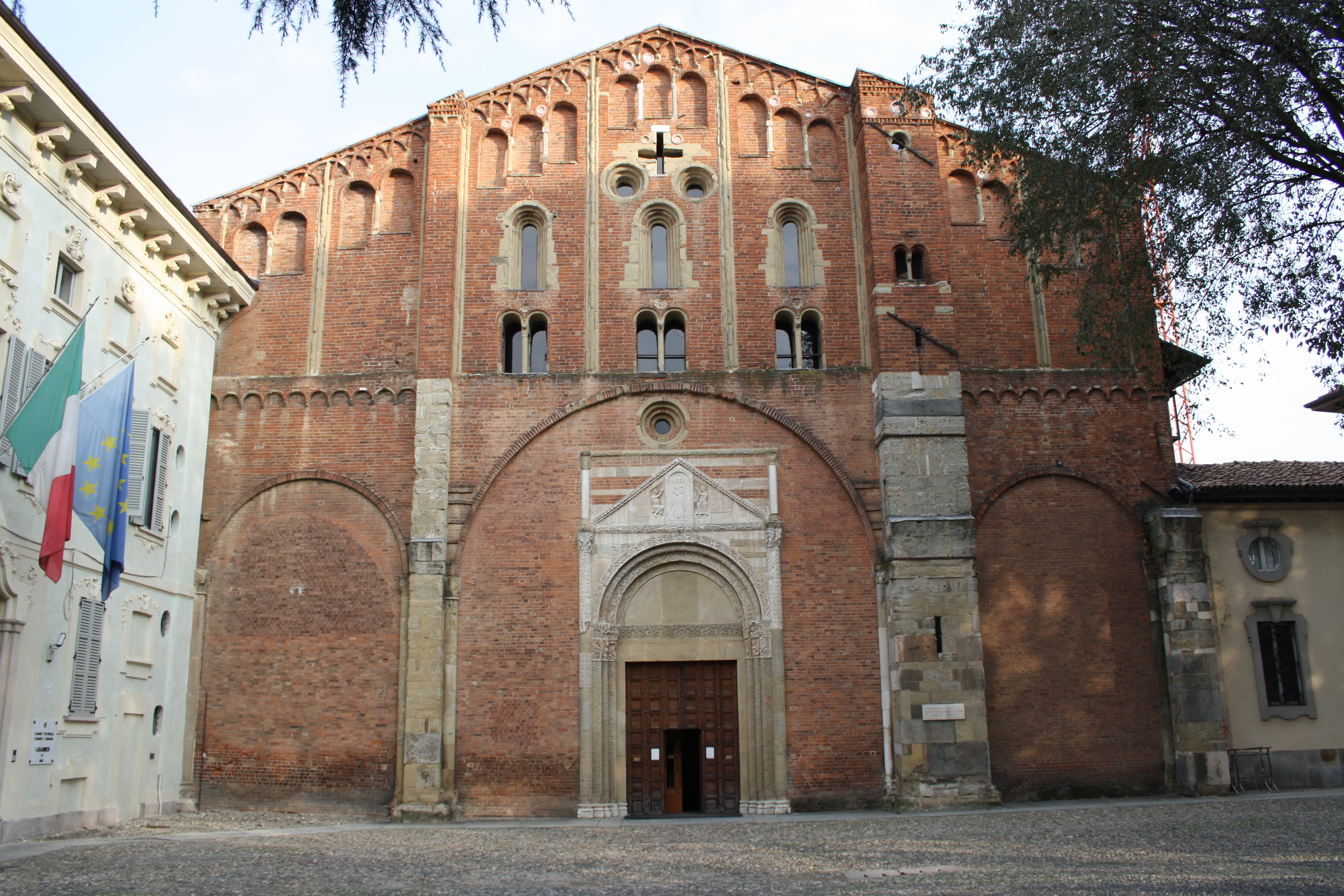
Westfassade

Die Basilica minor San Pietro in Ciel d’Oro in der norditalienischen Stadt Pavia ist architektonisch eine romanische Basilika und großteils aus Backstein errichtet. Die Zusatzbezeichnung Ciel d’Oro wird auf eine vergoldete Decke bezogen, sei es auf eine anfängliche Kassettendecke des Hauptschiffs, sei es die vergoldete Halbkuppel der Hauptapsis.

## Geschichte
Aufgrund einer vom 653–661 regierenden König Aripert I. gemachten Bemerkung in einem zugunsten der Kirche San Pietro ausgestellten Diplom ist anzunehmen, dass die Kirche im 6. Jahrhundert über dem Grab Severinus Boethius’ errichtet worden war, der als Heiliger verehrt wurde, nachdem der Ostgotenkönig Theoderich der Große ihn um 525 hatte hinrichten lassen.
Die Mönche Beda Venerabilis und Paulus Diaconus berichteten, Liutprand, König des Langobardenreiches von 712 bis 744, habe neben der Kirche ein Kloster gegründet. Diese Gründung wird im Zusammenhang gebracht mit der Überführung der Gebeine des Kirchenvaters Augustinus von Hippo aus Sardinien nach Pavia. Er hatte die Reliquie für teures Geld gekauft, um sie vor dem Zugriff sarazenischer Seeräuber zu sichern. Jedoch wurde sie zunächst in der unter König Ansprand (* 660/661, † 712) errichteten Kirche Sant'Adriano untergebracht. Erst Jahrhunderte später, zwischen 1169 und 1180, fand sie Platz in einem Marmorschrein in San Pietro.

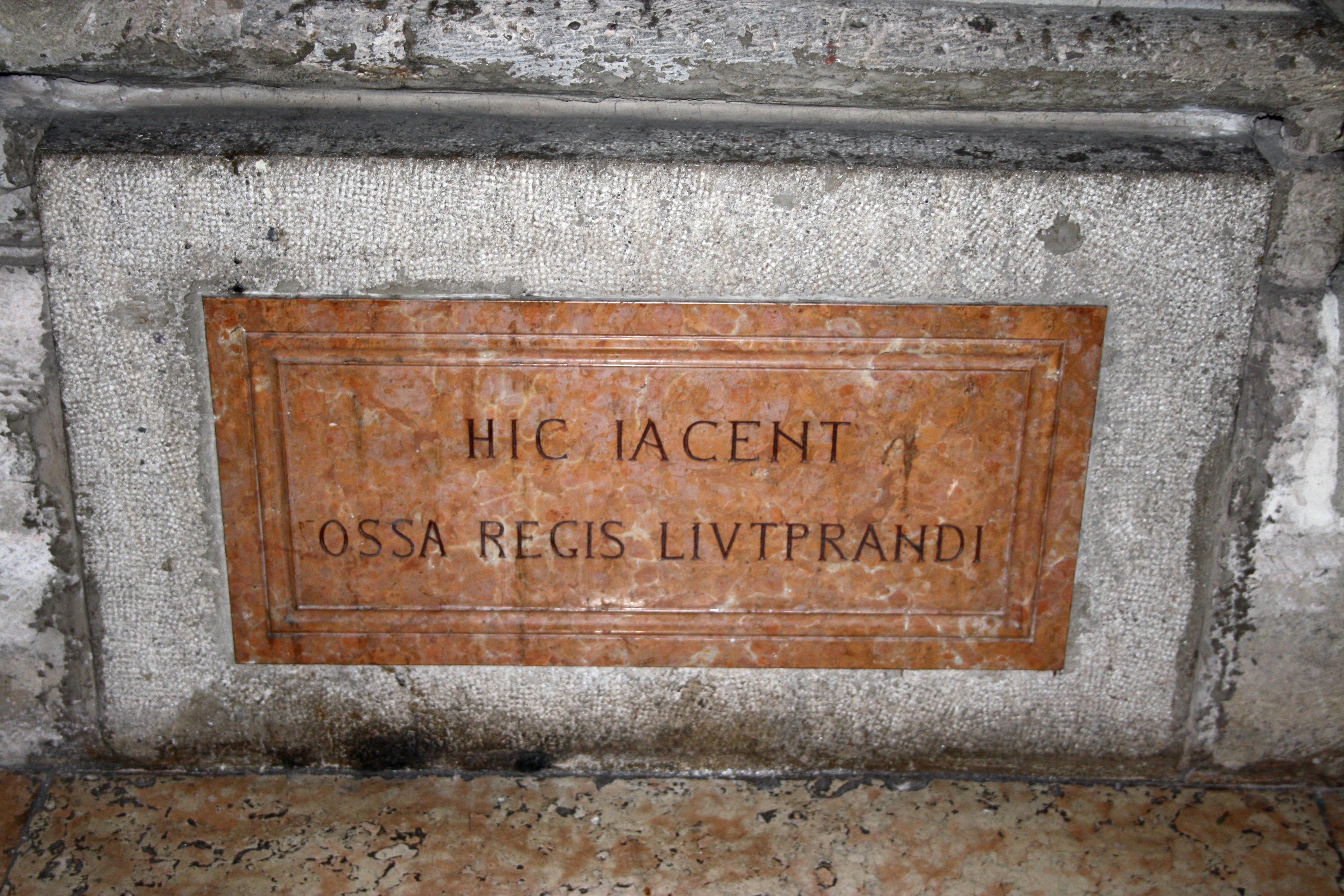
Das Grab von König Liutprand

Ein wichtiges Skriptorium wurde auch im Kloster im 9. Jahrhundert und eine Schule gebaut, die vom irischen Mönch Dungal von Bobbio geleitet wurde, wo, wie in den olonesischen Kapitularien angeordnet, ausgestellt vom Kaiser Lothar I. im königlichen Palast von Corteolona im Jahre 825, Sie mussten Studenten aus Mailand, Brescia, Bergamo, Lodi, Novara, Vercelli, Tortona, Asti, Acqui, Genua und Como studieren.
Im 10. Jahrhundert wurde das Kloster exemt, unterstand somit direkt der römischen Kirche und genoss gleichzeitig königliche Protektion. Die Regeln für die Mönche des Klosters reformierte 987 Abt Maiolus von Cluny.
Ab dem 11. Jahrhundert erweiterten die Mönche von San Pietro in Ciel d'Oro, die mindestens seit 974 Weinberge und Weinpressen in der Nähe von San Damiano al Colle besaßen, die Weinkultur im Oltrepò Pavese und produzierten Weine, die über den Po und Ticino nach Pavia gebracht wurden, wo der nicht vom Mönchsverbrauch aufgenommene Teil für den Handel bestimmt war.
Vierundzwanzig Tage nach dem Tod des Kaisers Otto III. ließ sich Arduin von Ivrea vom Bischof von Pavia 1002 in der Kirche San Michele Maggiore zum König von Italien krönen. Um die von Arduin organisierte Opposition zu brechen, ließ sich der deutsche König (und Prätendent auf die römische Kaiserkrone) Heinrich II. 1004 vom Erzbischof von Mailand an selber Stelle zum König von Italien krönen. Die Feierlichkeit wurde durch einen von Arduin organisierten blutigen Volksaufstand beendet, bei dem San Michele Maggiore in Flammen aufging. Zwanzig Jahre später wurde die Kaiserpfalz abgerissen und San Pietro Gerichtssitz.
1022 fand in der Basilika ein wichtiges Konzil statt (in dem Entscheidungen über den Zölibat von Klerikern getroffen wurden), das von Papst Benedikt VIII. geleitet wurde. Während des Konzils (an dem auch Kaiser Heinrich II. teilnahm) wurde auch eine Ausstellung der Reliquien des heiligen Augustinus abgehalten, an deren Ende ein Arm des Heiligen, dank einer beträchtlichen Spende an das Kloster, Æthelnoth, dem Erzbischof von Canterbury, gewährt wurde, während andere kleine Fragmente von Augustins Knochen mit anderen Prälaten, die beim Konzil anwesend waren, wie die von Montalcino, Piacenza, Ragusa, Valencia und Lissabon landeten.
Pavia hatte den Status einer königlichen Residenz verloren, als man begann, die langobardische Basilika San Pietro durch die heutige zu ersetzen. Durch stilistische Vergleiche mit Mailand vermuten manche einen Baubeginn im letzten Jahrzehnt des 11. Jahrhunderts. Zwischen 1102 und 1106 kam es zum Volksaufstand gegen die exemten Klöster und den Statthalter Guido II. über das von Papst Paschalis II. den Klöstern erteilte Taufrecht. Am 3. Januar 1117 wurde Pavia von einem schweren Erdbeben heimgesucht. Für 1120 wird von einem (erneuten ?) Baubeginn berichtet. Am 8. Mai 1132 konnte Papst Innozenz II. die fertig umgebaute Kirche weihen.
Die Bedeutung des Klosters wird durch die kaiserlichen Schenkungen (zwischen dem 9. und 12. Jahrhundert) der Kaiser Hugo I., Otto I., Otto II., Otto III., Heinrich II., Konrad II., Heinrich III., Heinrich V. und Friedrich I. unterstrichen. Im 12. Jahrhundert besaß das Kloster Ländereien, Bauernhöfe, Kirchen und Häuser in Lardirago (das Kloster besaß auch die Burg Lardirago), Villanterio, Pavone, Casei Gerola und Voghera im Bezirk Pavia, Fombio, Brembio, Secugnago, Bertonico, San Martino in Strada und Salerano im Gebiet von Lodi, in der Erzbistum Mailand, im Val Trebbia, im Monferrato, im Val Camonica, im Val d’Ossola, in Bellinzona und in Florenz.
Im 12. Jahrhundert hatte das Hauptschiff möglicherweise eine flache Holzdecke mit vergoldeten Kassetten. Jedenfalls wurde es 1478 neu eingewölbt.
1327 wurden die Kirche und das Kloster an die Augustinerorden übergeben.
1365 verlegte Galeazzo II. Visconti seine Residenz von Mailand nach Pavia, in das nahe gelegene Castello Visconteo, wo er seinen Hof, den Visconti, installierte, um auf die königliche Vergangenheit von Pavia zu verweisen, beschloss er, die Basilika in die Grabkirche der Dynastie zu verwandeln. 1361 gewährte Galeazzo II. der Kirche tatsächlich Angebote und finanzierte ab dem folgenden Jahr die Vorbereitung der Marmorarche St. Augustinus. Seitdem wurde das Privileg der Bestattung in der lombardischen Königsbasilika zum Statussymbol des Hofes von Galeazzo II. Lionel von Antwerpen wurde in der Kirche begraben und die Beerdigung des Visconti condottiero Luchino Dal Verme, der 1367 in Konstantinopel starb, wurde dort abgehalten. Galeazzo II. selbst wurde durch seinen Willen in S. Pietro in Ciel d'Oro begraben.
Die Basilika blieb die wichtigste Grabeskirche des Visconti-Hofes in Pavia bis zur Gründung der Certosa di Pavia: zwischen 1384 und Anfang des 15. Jahrhunderts, Francesco d'Este, die älteste Tochter von Gian Galeazzo und Caterina Visconti, Violante Visconti und der condottiero Facino Cane. Auch in den gleichen Jahren wurde die Basilika von Diplomaten und Botschaftern besucht, die den Hof von Galeazzo II. besuchten, wie Geoffrey Chaucer im Jahr 1378.
1525 wurden auch der Landsknechte Hauptmann Eitel Friedrich III., Graf von Hohenzollern und Richard de la Pole, Prätendent der englischen Krone, der in der Schlacht bei Pavia starb, in der Basilika beigesetzt.
In den 1570er Jahren wurden in Übereinstimmung mit den Vorschriften des Konzils von Trient die zahlreichen Sarkophage und Grabdenkmäler, die die Basilika überfüllten, entfernt, was auch bei liturgischen Veranstaltungen zu einer gewissen Verlegenheit führte. Mit Ausnahme der Überreste von König Liutprand wurden die meisten sterblichen Überreste, die während der Restaurationen des 19. Jahrhunderts gefunden wurden, unter dem Hauptschiff in der Nähe des vorletzten Pfeilers vor der Krypta begraben, wie ein Epigraph im Boden erinnert.
Nach der Schließung der beiden tragenden Gemeinschaften, des Kanonikerstiftes 1781 und des Klosters 1785, begann die Kirche zu verfallen. 1877 stürzten das Südschiff und die beiden westlichsten Joche des Hauptschiffs ein. Daraufhin wurden unter den Baumeistern Brambilla, Caffi und Zuradelli nicht nur die eingestürzten Teile wieder aufgebaut, sondern auch die Krypta und die Apsiden restauriert und Stuck des 18. Jahrhunderts entfernt.

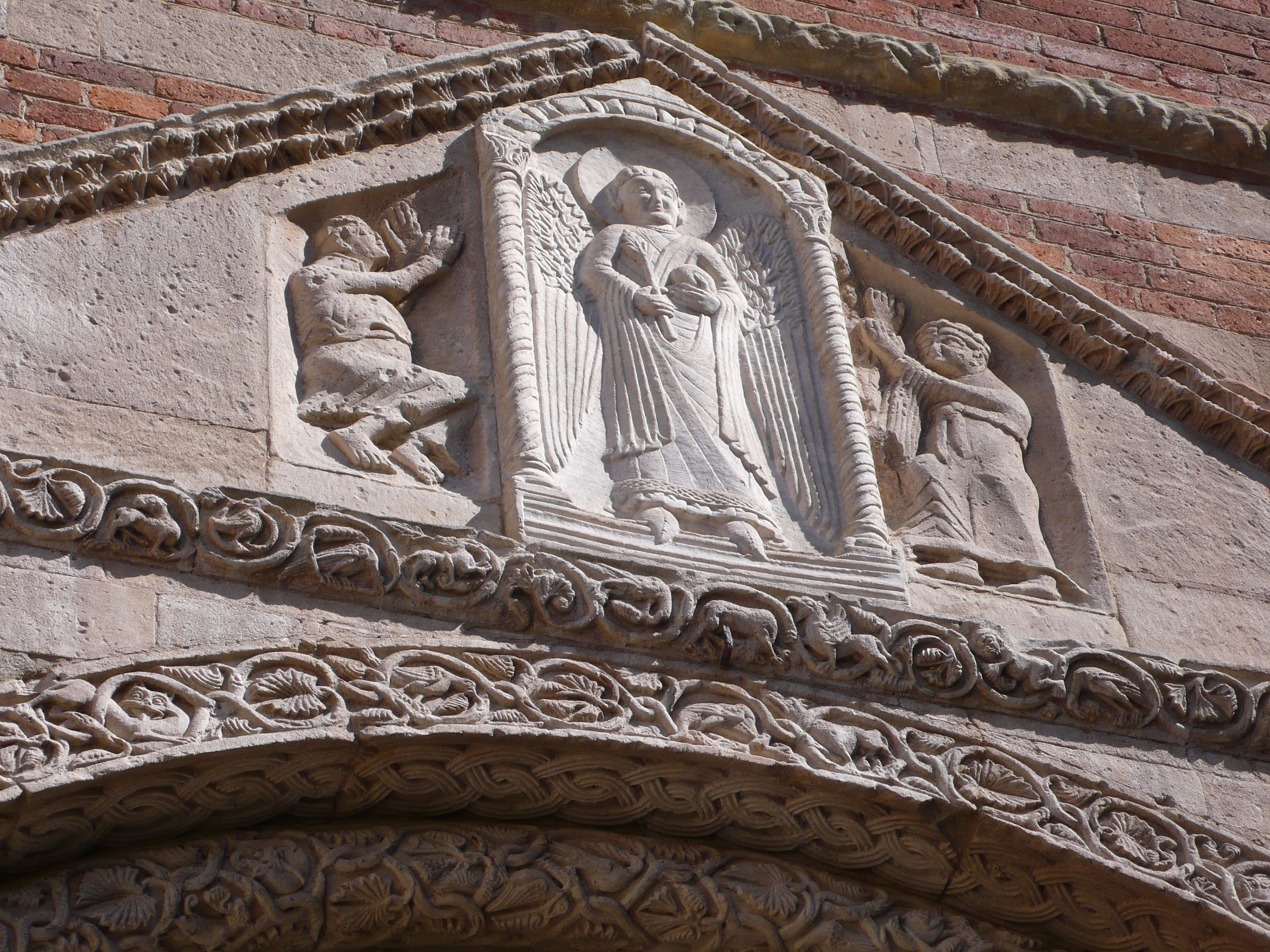
Detail des Portals.
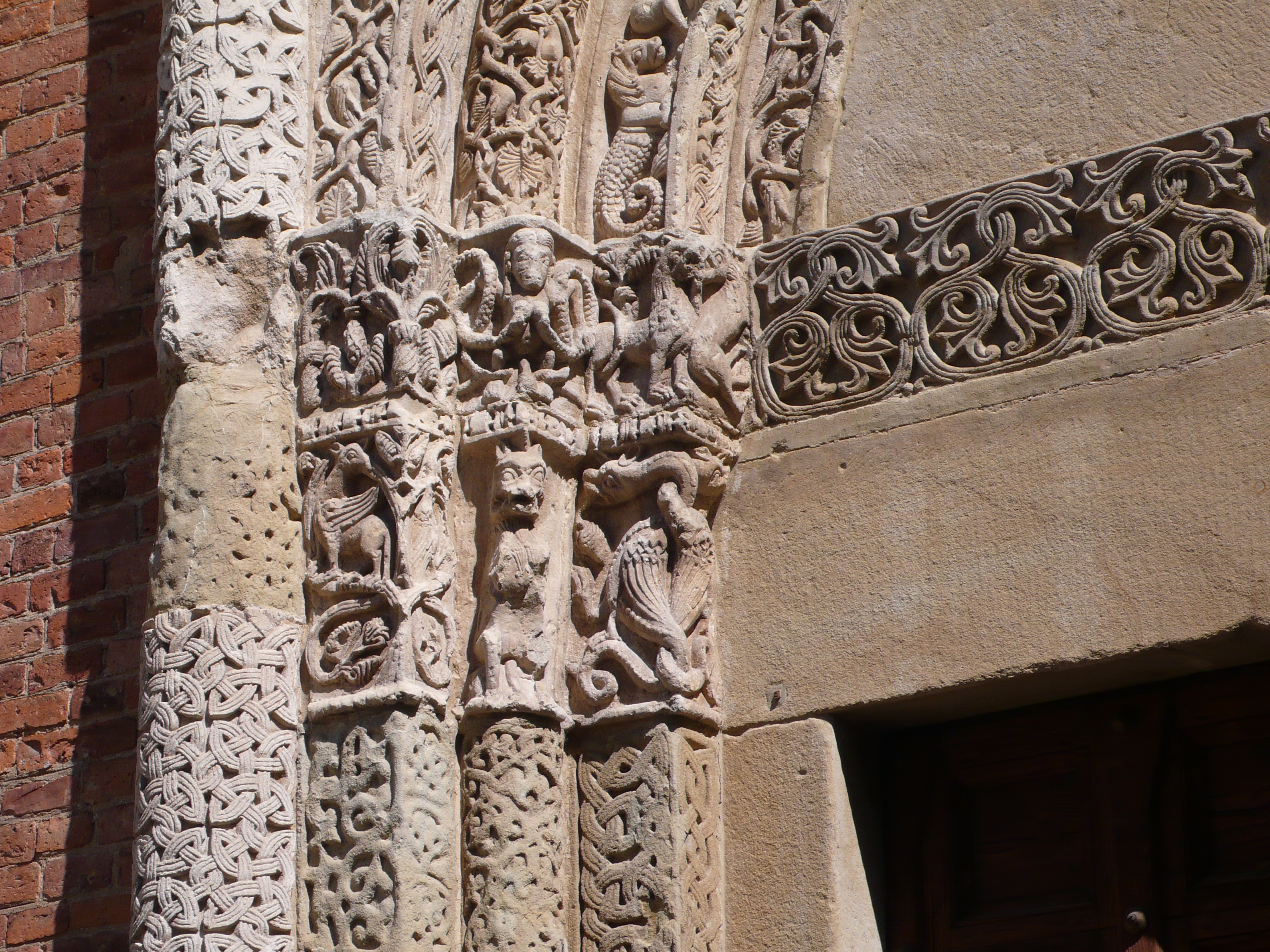
Detail des Portals.
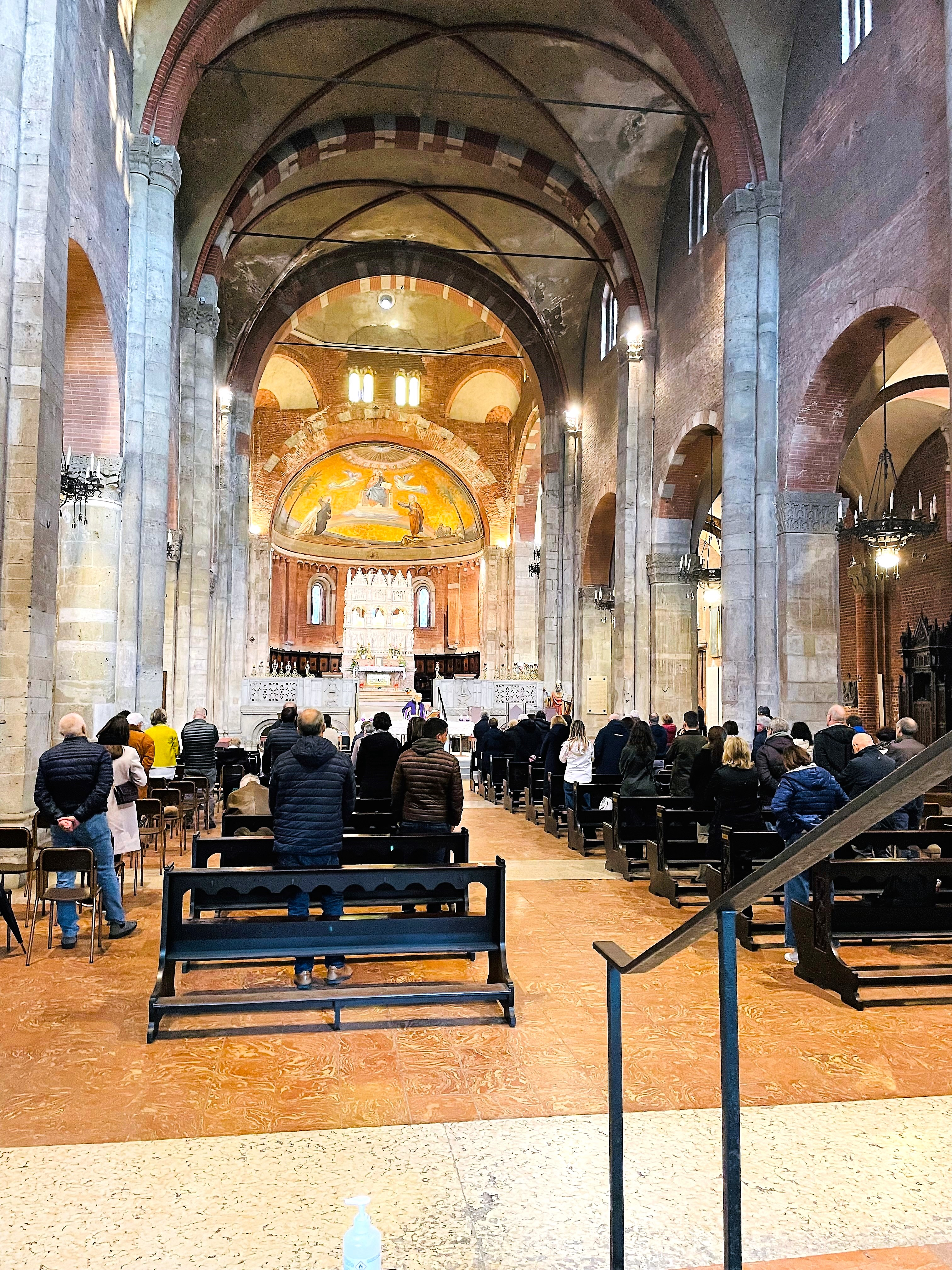
Hauptschiff.
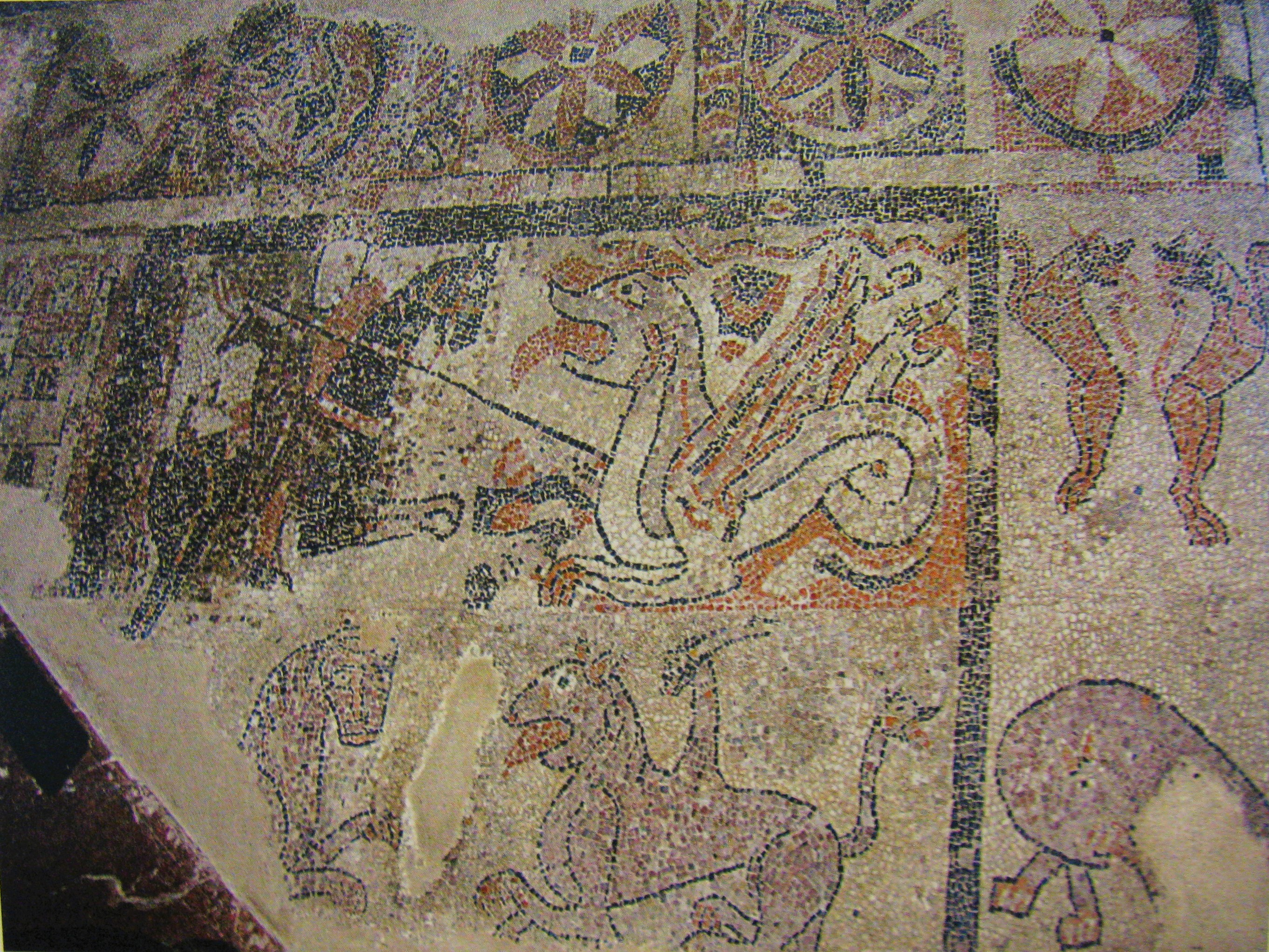
Die Überreste des Mosaiks (12. Jahrhundert).

## Gebäude
Das Bauwerk hat zwar eine Vierungskuppel, aber die Querschiffsarme sind etwas niedriger als das Mittelschiff des Langhauses und ragen seitlich nicht über die Seitenschiffe hinaus. Die Hauptapsis schließt direkt an die Vierung an, ohne zwischengesetztes Chor-Joch. Damit ähnelt der Baukörper den aus frühchristlicher Zeit stammenden Patriarchalbasiliken in Rom. Nebenapsiden an den Ostseiten der Querschiffsarme betonen die Längsausrichtung. Die Westfassade ist überwiegend aus Backstein, ähnelt in Proportionen und Aufteilung denjenigen von San Michele Maggiore, hat aber nur ein Portal und keine Eckpfeiler.
Das Portal aus Sandstein und Marmor trägt im Tympanon die Figur des Erzengels Michael in der Mitte, flankiert von den Bildern zweier Gebete an den Seiten. Diese Skulpturen stammen wahrscheinlich aus der vorherigen Basilika, da sie auf 1050–1090 datiert sind.
Am Fuß der letzten Säule des rechten Ganges befindet sich das Grab von König Liutprand. 2018 wurden die Knochen Gegenstand einer bioarchäologischen und genetischen Untersuchung. Die Analysen zeigten, dass die Knochen zu drei Individuen der Oberschicht gehörten, die starke Muskeln hatten und Proteine, hauptsächlich aus Fleisch und Fisch, in größerem Umfang aßen als der Rest der Bevölkerung, wie die Vergleiche mit den Knochenfunden zeigten. aus einer Nekropole der Langobardenzeit in Oberitalien. Von diesen drei Individuen stammen zwei (ein Mann mittleren Alters und ein jüngerer Mann) aus dem 7. Jahrhundert, während das dritte Subjekt, das etwa 40/50 Jahre alt starb, ein Zeitgenosse von Liutprand war: Es ist daher möglich, dass die Knochen des dritten Individuums dem König gehören.
Im Presbyterium vor dem Chor befindet sich die Grabmal des Augustinus von Hippo, die von Giovanni di Balduccio geschaffen wurde, ein Marmormeisterwerk des vierzehnten Jahrhunderts. Es ist ein gotisches Werk, das in drei Bänder unterteilt ist: unten ein Sockel, der die Urne mit den Überresten des Heiligen enthält; in der Mitte ein offenes Band, mit der Statue des schlafenden Heiligen Augustinus und oben das letzte Band, das auf kleinen Säulen ruht und von dreieckigen Spitzen gekrönt wird. Das gesamte Werk ist mit mehr als 150 Statuen geschmückt, die Engel, Heilige und Bischöfe darstellen, und mit Reliefplatten mit Szenen aus dem Leben des Heiligen.

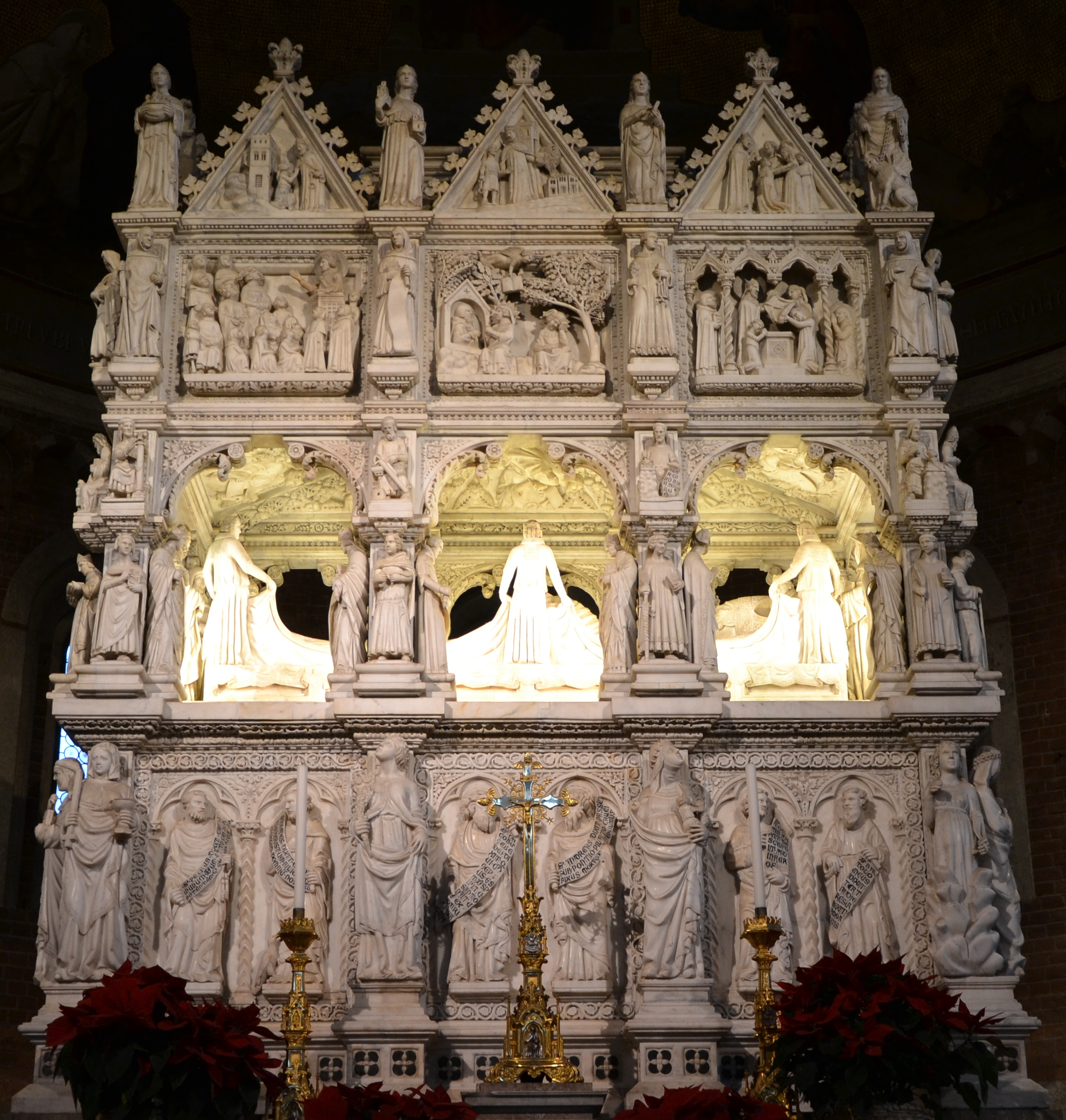
Giovanni di Balduccio, Grabmal des Augustinus unter der Goldkuppel.
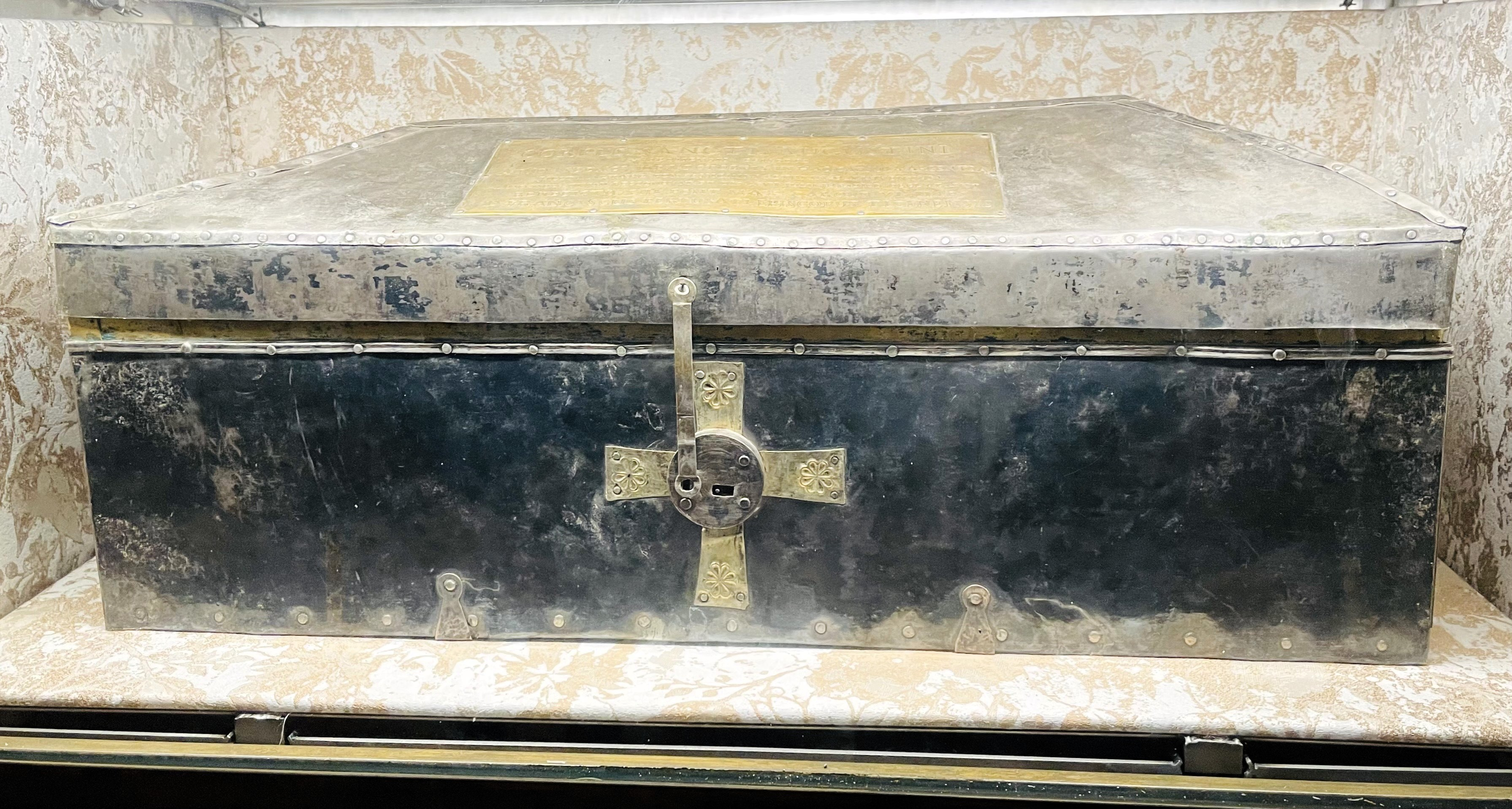
Reliquienschrein von Augustinus von Hippo (725).
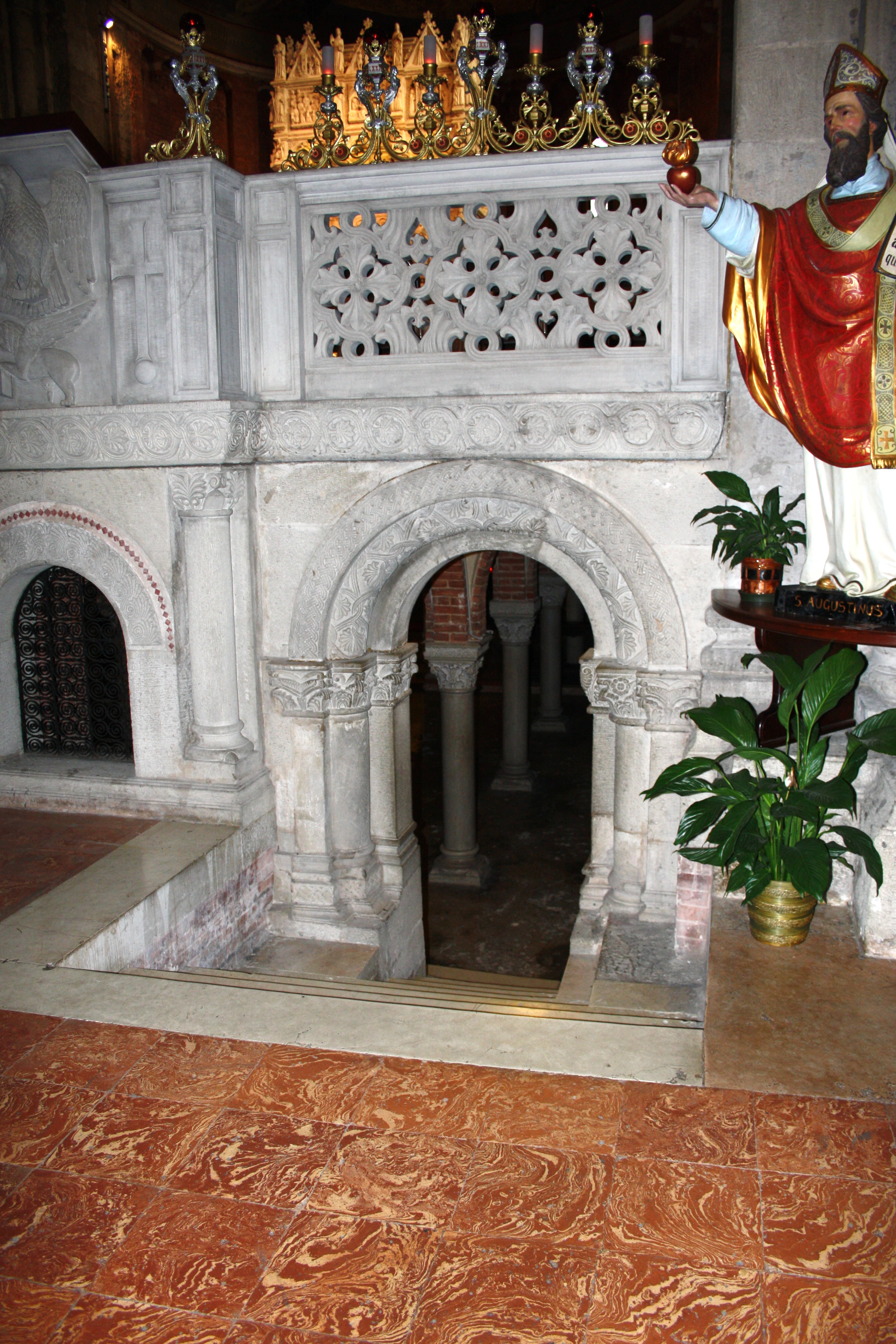
Die Tür der Krypta.
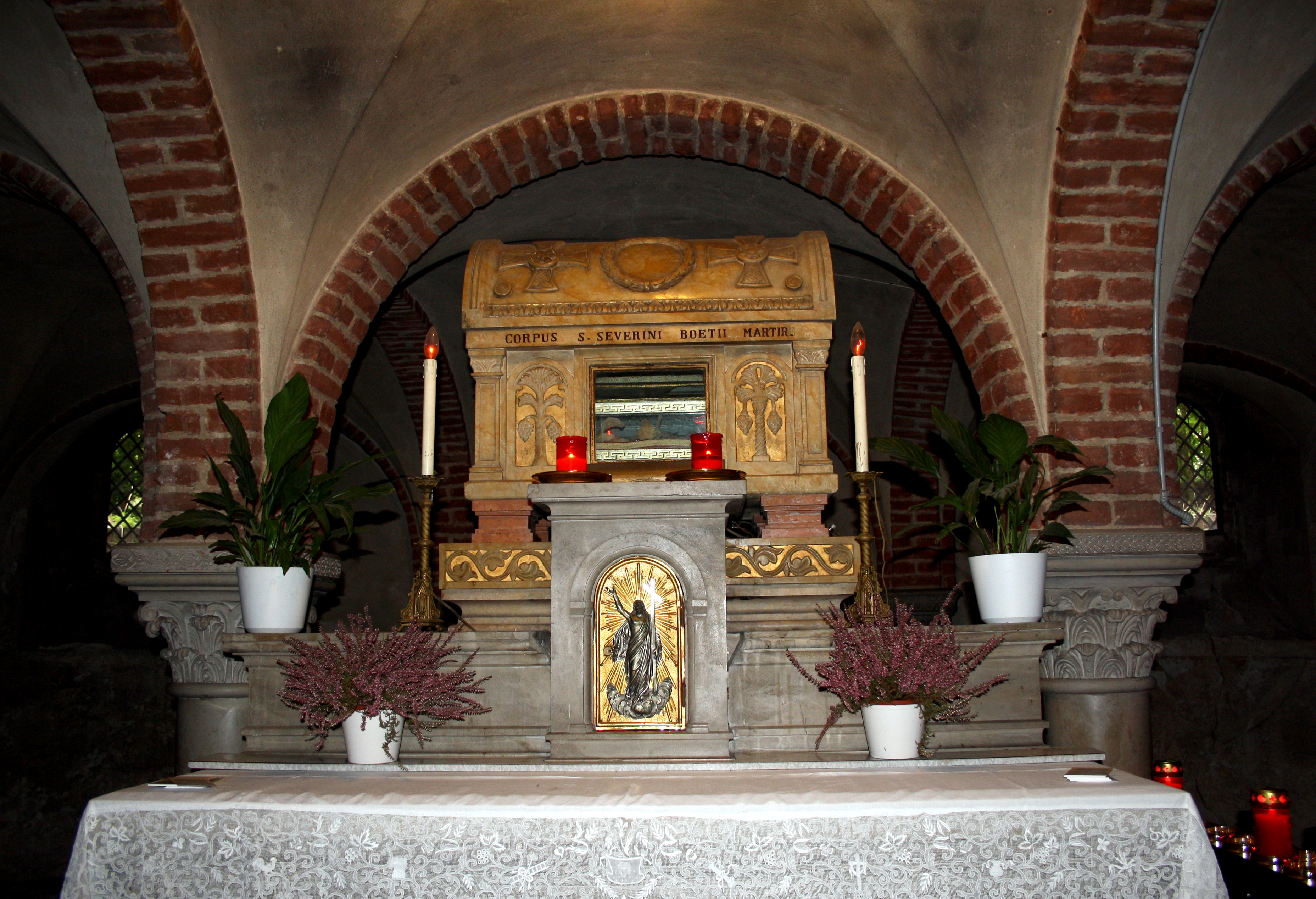
Sarkophag des Boethius in der Krypta.

Das Grabmal beherbergt den Reliquienschrein von Augustinus von Hippo, eine Goldschmiedearbeit aus der Langobardenzeit. Der Reliquienschrein in Silber wurde dem Kloster um 725 von König Liutprand geschenkt.

## Gräber
- Ein Sarkophag des Boethius steht in der Krypta.
- Der Sarkophag des hl. Augustinus wurde von Galeazzo II. Visconti finanziert, ist mit 95 Figuren und 50 Marmorreliefs verziert und steht als Altar in der Mitte der Hauptapsis.
- Das Grab des Langobardenkönigs Liutprand ist in den hintersten Pfeiler des rechten Seitenschiffes eingelassen.